# Crémation
Pour les articles homonymes, voir Incinération.

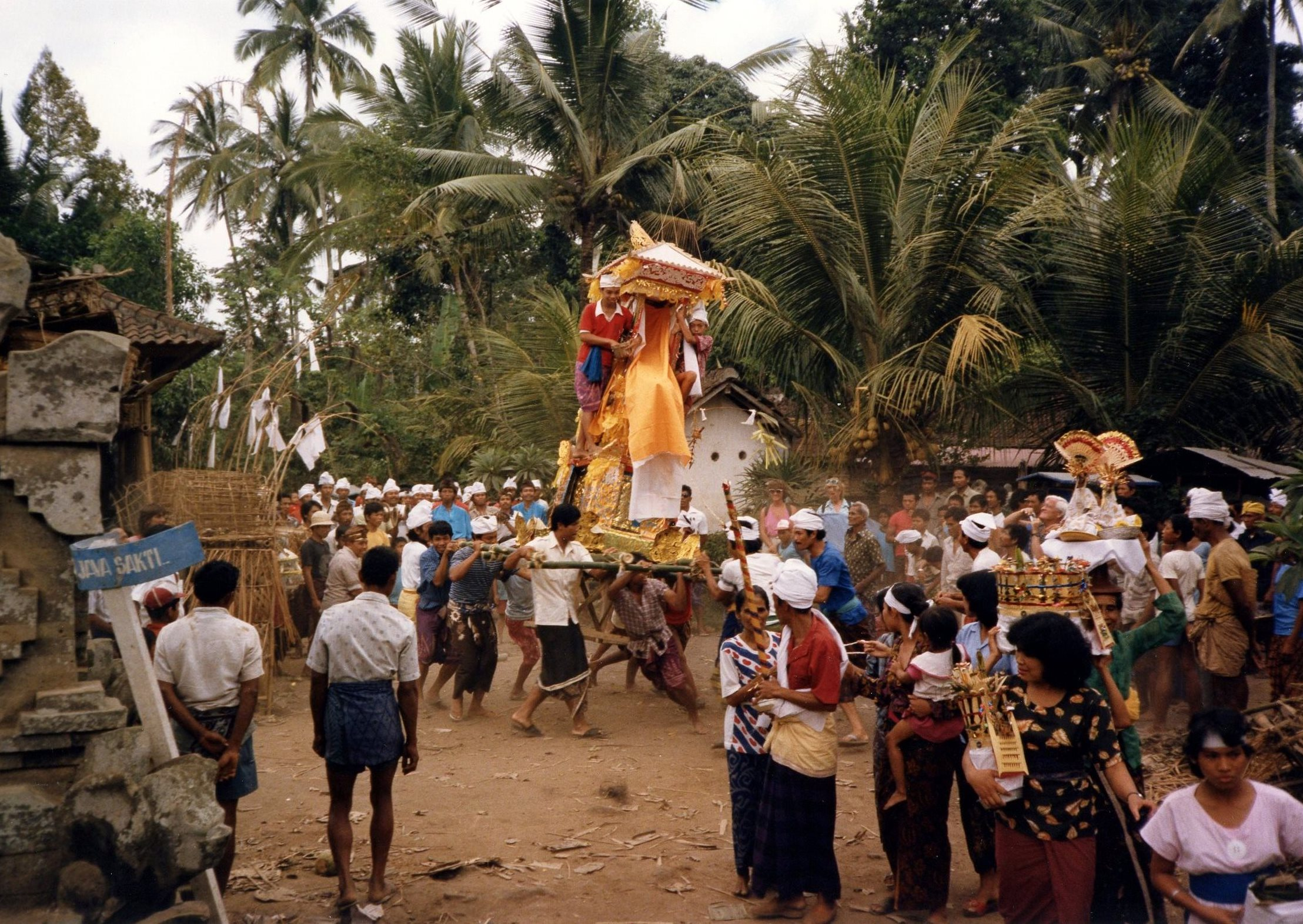
Procession de crémation à Bali en Indonésie.

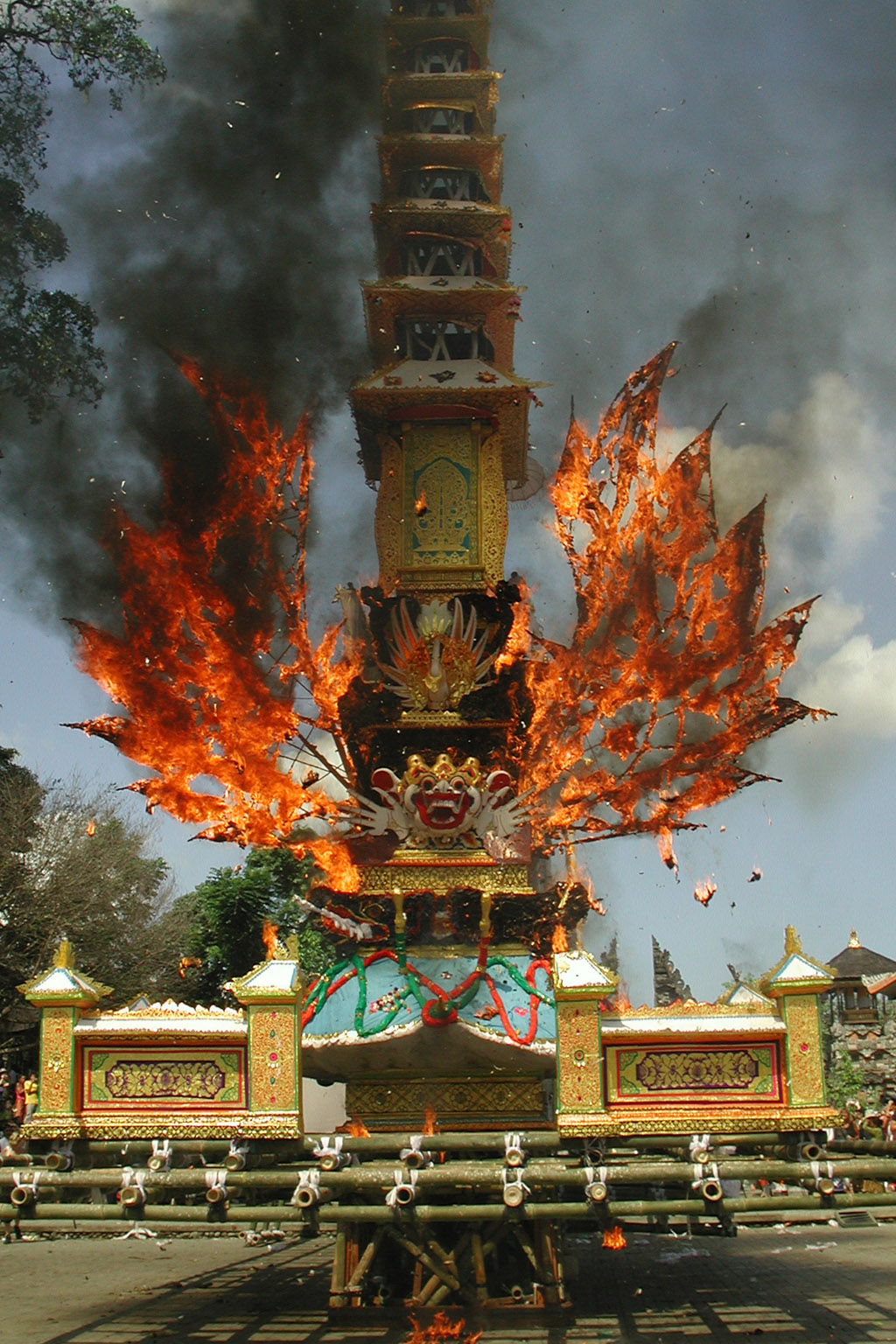
Une crémation hindoue à Bali.

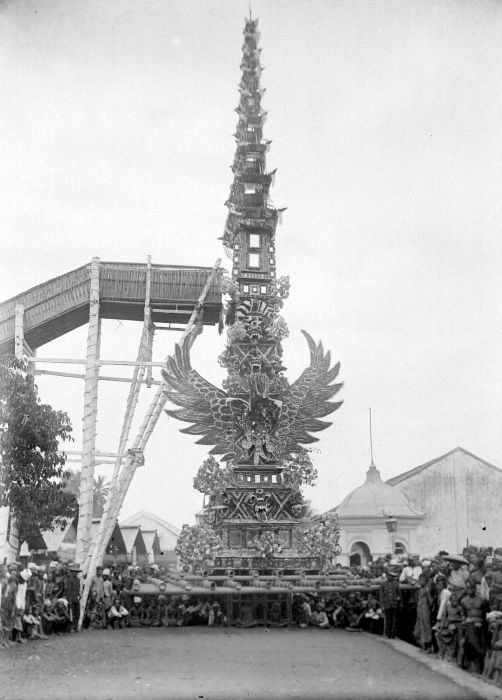
Tour de crémation rituelle balinaise (Wadah) de Goesti Djilantik régent de Karangasem (Indonésie), en 1926.

La crémation (également appelée incinération) est une technique funéraire visant à brûler et "réduire en cendres" le corps d’un être humain mort. À l’instar de la plupart des techniques funéraires, y compris l’inhumation en pleine terre, elle vise à l’élimination des chairs qui constituent le risque principal de contagiosité. À l’issue de la crémation il reste des ossements calcinés qui ont la valeur symbolique, matérielle et parfois légale (en France) de représenter la personne défunte. La crémation a dans certains cas une dimension sacrée, et les cendres peuvent ensuite faire l’objet d’un rituel, comme être conservées dans une urne ou dispersées dans un lieu, par exemple un jardin du souvenir, qui est parfois symbolique comme dans l’océan pour des marins.
La crémation a été institutionnalisée en Asie par le bouddhisme et l’hindouisme, étant avec l’enterrement l’une des techniques les plus communément utilisées par les groupes humains. L’embaumement ou la thanatopraxie sont aujourd’hui de plus en plus utilisés en Occident, pouvant éventuellement précéder une crémation.

## Étymologie
Dans le Trésor de la langue française informatisé « crémation » est défini comme l’action de « crémer », autrement dit « de brûler un cadavre ». Le Petit Larousse indique le mot « cramer » (ancien provençal cramar, « brûler », du latin cremare, « brûler ») mais il paraît impossible d’utiliser ce mot aujourd’hui. Crémer est un terme existant dans la langue française depuis le XIIe siècle et crémation depuis le XIIIe siècle, mais ils sont peu usités jusqu’au XIXe siècle.
Le terme d’incinération (issu du substantif latin cinis, cineris qui veut dire « cendre ») est utilisé de préférence à celui de crémation jusqu'au XIXe siècle mais notre civilisation « moderne » fait la distinction depuis qu'elle a rattaché le terme incinération à « déchets ». Le terme « incinération » reste toutefois encore utilisé pour désigner la crémation.
On retrouve dans divers documents des termes comme « crématoriser », « crématiser » et « crématiste », mais ils restent marginaux et sont à l’heure actuelle des néologismes[réf. nécessaire]. Cependant, face à l’utilisation courante mais inappropriée de l’expression « incinérer un corps », l’introduction d’un de ces termes dans la langue française permettrait de faire une différence nette entre « incinération des déchets » et « crémation des corps ».[non neutre]

## Crématoriums
Depuis quelques décennies en Occident et dans les pays occidentalisés, la crémation se réalise dans un crématorium. Le corps est placé dans un cercueil et celui-ci dans un four crématoire chauffé à 850 °C ou plus. C'est la chaleur, plus que les flammes, qui réduit en cendres le cercueil et le corps. La crémation dure environ une heure et demie.
En Israël, l'usage des crématoriums est mal considéré, car la religion juive interdit la crémation qui peut en outre rappeler les fours des camps d'extermination utilisés lors de la Shoah.

## Position des différentes traditions et religions

### Religions indo-européennes
L'ensemble des peuples indo-européens anciens, à l'exception de l'Iran mazdéen, a pratiqué la crémation conjointement avec l'inhumation. La motivation initiale de la crémation semble être d'empêcher le retour de l'âme du mort dans le corps. Par ce moyen, ce qu'il y a de divin chez l'homme est emporté par le feu vers le ciel et peut s'unir aux êtres célestes tandis que l'élément terrestre reste ici-bas demeurant dans les restes des os. Elle est basée sur la conception que c'est le feu qui a conféré aux dieux l'immortalité. Le feu immortalise également les victimes des sacrifices. Mais cette immortalité est limitée au monde divin. L'homme ne peut espérer s'en approcher qu'après sa mort, par la « voie des dieux », l'héroïsation, ou plus tard comme pour les empereurs romains et les rois hittites, par la divinisation.
Pour l'Inde védique, la crémation ne détruit pas le corps, mais le « cuit » et le prépare ainsi à rejoindre les Pères. C'est la raison pour laquelle l'ascète déjà cuit par l'ascèse est inhumé. Il en est de même à Rome pour celui qui a été foudroyé. Pline l'Ancien précise ainsi que, selon la religion, un tel homme doit être enterré,.

### Judaïsme
Traditionnellement, la crémation est interdite par le judaïsme. Les juifs refusent le procédé de la crémation. Un crématorium dont le lieu était tenu secret a néanmoins existé en Israël entre 2005 et 2007 mais il n’a pas servi car un incendie volontaire par des ultra-orthodoxes l’a rendu définitivement hors service.
Les versets 12 et 13 du chapitre 31 du Premier livre de Samuel sont l'unique référence dans l'Ancien Testament sur une crémation volontaire décidée par l'homme mais elle pose un problème aux exégètes et aux historiens de la religion, le verbe hébraïque pouvant aussi bien se traduire par « incinérer » que par « embaumer ».

### Christianisme
Le verset de la Genèse (3, 19) : « Homme, souviens-toi que tu es poussière et que tu retourneras en poussière » (en latin, « Memento, homo, quia pulvis es, et in pulverem reverteris »), peut laisser supposer que l'homme doit être inhumé, la poussière étant assimilée à la glaise à partir de laquelle a été façonné Adam, mais la poussière peut aussi bien être interprétée comme de la poussière « de terre » ou de la poussière « de feu » (c.à.d. les cendres).
Les Israélites de l'Ancien Testament ne brûlent pas leurs morts, la crémation étant uniquement un acte de justice divine : punition individuelle comme dans le Lévitique (20, 14) : « Si un homme prend pour femmes la fille et la mère, c'est un crime : on les brûlera au feu, lui et elles, afin que ce crime n'existe pas au milieu de vous » ; punition collective comme dans la Genèse (1, 24) : « Alors l'Éternel fit pleuvoir du ciel sur Sodome et sur Gomorrhe du soufre et du feu, de par l'Éternel ».
L'inhumation des corps s'impose progressivement dès le début du christianisme, s'appuyant sur les principaux personnages du Nouveau Testament qui ont une sépulture afin de conserver l'intégrité du corps en attente du Jugement Dernier. Néanmoins, crémation et inhumation cohabitent encore pendant les premiers siècles du christianisme, les empereurs romains privilégiant la crémation. La crémation s'oppose ainsi au dogme de la résurrection des corps et est condamnée par l'Église jusqu'au XIXe siècle, le décret du 19 mai 1886 de la Congrégation suprême du Saint-Office refusant les funérailles religieuses à celui qui demande la crémation mais ce décret s'attaque plus aux sociétés crématistes qu'au rite même de la crémation et s'impose alors que plusieurs prêtres ont choisi spectaculairement la crémation pour leurs propres funérailles, tel Savi Scarpone à Rome ou Giovanni Sartorio à Milan. Alors que se développent les enterrements civils dans l'Occident chrétien, ce décret s'inscrit dans le prolongement de Humanum genus, encyclique du pape Léon XIII donnée le 20 avril 1884 qui condamne le relativisme philosophique de la franc-maçonnerie favorable à l'incinération.
L’Église catholique romaine tolère la crémation depuis le décret De cadaverum crematione du 5 juillet 1963 et la publication du Saint-Office « Instructio de cadaverum crematione » parue le 24 octobre 1964, mais la déconseille : ce décret précise que « l’incinération du corps ne touche pas à l’âme et n’empêche pas la toute-puissance de Dieu de rétablir le corps, de même elle ne contient pas en soi une négation objective de ces dogmes », aussi l'Église « n’est pas opposée et ne s’oppose pas à l’incinération » mais « a toujours voulu encourager la pieuse et constante coutume d’ensevelir les corps des fidèles », concluant que « l’esprit de l’Église est étranger à la crémation ».
Plus récemment, l’Instruction Ad resurgendum Christo, « Pour ressusciter avec le Christ » du 15 août 2016, précise que « les cendres du défunt doivent être conservées dans un lieu sacré, à savoir le cimetière » et « l’église recommande avec insistance que les corps des défunts soient ensevelis dans un cimetière », (notion de corps qu’il faut rapprocher de la Loi française du 19 décembre 2008 qui donne aux cendres le statut de corps) mais n'interdit pas « la dispersion des cendres dans la nature » selon l’Art. L.2223-18-2 de cette même loi, « les cendres sont en leur totalité (…) dispersées en pleine nature, sauf sur les voies publiques. »
La logique des funérailles chrétiennes repose sur trois principes : le corps, l’imitation du Christ et le deuil.
L’Église catholique romaine, si elle ne refuse pas la crémation, demande qu’elle soit précédée par la célébration des funérailles, avec le cercueil, à l’église.
Cette vision n'est pas valable pour les catholiques traditionalistes, à l'image de la Fraternité sacerdotale Saint-Pie-X qui considère l'acte de crémation comme « gravement peccamineux, comparable au péché public, à l’apostasie, à l’excommunication et au suicide ».
Les protestants ne voient aucune objection de caractère biblique contre la crémation, exception faite de certains qui y voient une forme d’insoumission au processus naturel de putréfaction[réf. nécessaire].
L'Église orthodoxe condamne la crémation volontaire pour plusieurs raisons :
- la crémation est étrangère à la tradition de l'Église[23] ;
- l'insistance sur l'enterrement est fondée sur le respect du corps humain comme œuvre de Dieu, à quoi s'oppose la violence de la crémation et le traitement subi par le corps[24] ;
- certaines motivations de la crémation, comme le mépris du corps, la volonté d'effacer la mémoire du défunt, la destruction totale d'une personne, sont considérées comme incompatibles avec la foi chrétienne.

L'Église de Grèce a publié en 2006 un texte qui déclare que « l'Église ne s'oppose pas et n'a pas le droit de s'opposer à la crémation des défunts appartenant à d'autres religions ou d'autres confessions chrétiennes. Pour les fidèles orthodoxes, cependant, elle recommande, selon la longue tradition ecclésiale, l'ensevelissement comme seule voie de décomposition du corps humain décédé ». Un fidèle orthodoxe voulant subir la crémation ne peut pas recevoir d'obsèques religieuses, à moins que la crémation soit faite contre sa volonté.

### Islam
La crémation n'est pas tolérée par l’islam. Dans la cinquième sourate du Coran, après le meurtre d’Abel par son frère Caïn, Dieu envoie un corbeau pour enseigner au meurtrier la bonne pratique funéraire. « Dieu envoya un corbeau qui se mit à fouiller la terre pour lui montrer comment cacher l’intimité du cadavre de son frère ».

## Cendres
Les résidus de la crémation sont la partie calcaire des os. Dans la pratique, la crémation se déroule à une température de 850 °C dans un appareil soumis à un fort apport d’air frais permettant la combustion. Le bois du cercueil, les vêtements, les chairs, tout est transformé en gaz ou en poussières évacués avec les fumées. Pour les adultes, ce que l’on retrouve dans l’appareil est constitué des restes calcinés des os qui se présentent sous forme de fragments plus ou moins importants mais reconnaissables (la consultation de cette source vaut le coup d'oeil). Ce sont ces derniers qui étaient disposés dans des urnes cinéraires dans la tradition grecque ou latine et même à l’époque moderne au début du XXe siècle.
Pour faciliter la dispersion dans les jardins du souvenir, la réglementation française prévoit le broyage des os. Il ne se justifie pas lorsque l’on pratique l’inhumation des cendres ou le dépôt en cases de columbarium. Elle est même pénalisante pour les populations issues du Sud-Est asiatique qui souhaitent pouvoir garder certains os intacts. Ce broyage, dit "pulvérisation" est obligatoire depuis 1977. 
La calcination des os aboutit non pas à du calcaire (carbonate de calcium) mais à un mélange de phosphates de calcium.

## Statut juridique en France et destinations d'une personne défunte en urne.
Selon l'article 11 de la loi du 19 décembre 2008 modifiant l’article 16-1-1 du Code civil, les cendres sont considérées légalement comme un « corps » et doivent être traitées avec le même respect qu'une dépouille en cercueil (Art. 16-1-1 du Code civil). Tous les droits afférents à un défunt non incinéré s’appliquent de fait à un défunt dont le corps a été réduit « en cendres ».
La loi de 2008 définit les lieux de destination de l'urne d'une personne défunte ou de ses cendres si elles sont dispersées.  (art. L2223-18-2 du Code général des collectivités territoriales). L'interprétation de la Loi de 2008 a été affinée et précisée sur la page « crémation » du site officiel et légalisé service-public.fr . Il convient de s'y reporter pour une information "sûre"  et reprise dans cet article de Wikipedia. 
- - Destinations hors cimetière :
    - dispersion des cendres . Après déclaration en mairie, elles sont « dispersées en pleine nature », mais non sur les voies et les jardins publics. Les fleuves et rivières aménagées ainsi que les espaces limités et clos ne sont pas des lieux autorisés de dispersion . Aucune marque sur le lieu de dispersion n'est autorisée et le lieu reste donc anonyme.
    - sépulture de l'urne . Après autorisation préfectorale l'urne peut être « inhumée dans une propriété particulière » (art R2213-32 du CGCT). Une autorisation d’inhumer du maire est également nécessaire. Cette disposition crée une servitude d’accès à la sépulture de manière à ce que n’importe qui puisse venir s’y recueillir.

  - Destinations en cimetière :    Hormis la dispersion des cendres dans le "Jardin du souvenir" du cimetière, l’urne (et non pas les cendres sans urne) peut faire l’objet d’une sépulture sur deux types d’emplacements aux statuts différents.
    -       -         - Soit une sépulture dans un emplacement gratuit du cimetière, sans achat d’une concession, dans n’importe quel endroit du cimetière - ou du site cinéraire hormis les espaces pris par les concessions. L'emplacement est proposé par le Maire. C’est un droit pour les usagers et une obligation[30] pour les maires que de proposer un tel emplacement. La sépulture pourra être dotée de marques apparentes. L’emplacement est pérenne et gratuit pendant "au moins cinq ans" mais pour plus de temps (voir la perpétuité) si le maire de la commune l'instaure. L'emplacement peut être transformé en concession en fin de délai.  Cette option d'emplacement gratuit est accessible à tout un chacun et présente une véritable alternative à la dispersion s'il est souhaité d'avoir une sépulture comme lieu de recueillement. À noter que ce type d’emplacement ne peut recevoir qu’un seul défunt en urne. Il est aménagé selon la volonté du défunt[30].
        - Soit une sépulture dans un emplacement payant, c’est-à-dire une « concession » à durée déterminée, payante selon la durée.  La concession peut être « existante » ou « à créer »[29]. 
          - Dans une concession existante de famille contenant généralement des cercueils. Il peut s’agir d’un caveau et l’urne peut y être déposée, ou d'une « tombe en pleine terre » et l’urne peut y être inhumée directement au-dessus des cercueils. L’urne peut également être scellée en surface sur un monument.  Pour ceux qui ne disposent pas d’une sépulture existante, le cimetière propose généralement des concessions « pré-équipées tels qu’une case de columbarium municipal ou un emplacement doté d’un cavurne.
          - Dans une concession «à créer»[31] : le cimetière concède une surface de terrain nu (sans équipements) dont le prix est au prorata de sa surface, généralement 1 m2 pour les urnes, et est donc à prix réduit. Les urnes peuvent y être juxtaposées ou superposées. Si, en 2020 avec 39% de crémations et plus de 50% attendu en 2030, tous les cimetières proposent des concessions de 2m² (prévues pour cercueils), rares sont ceux qui proposent des concessions cinéraires de 1m2 carré (normalement deux fois moins chères) pour y établir une ou plusieurs sépultures d’urnes telles que ci-dessus et au libre-choix des défunts.

### Types de sépultures pour personnes en urne
Dans une concession de terrain nu, dans une concession existante, ou dans un emplacement gratuit, et selon la volonté du défunt, trois types de sépultures sont possibles :
- soit l’urne est « inhumée », c’est-à-dire mise en terre avec une marque de sépulture en surface. Ceci, sans contraintes de profondeur ni de distanciation entre urnes (J.O. Sénat 09-01-20)
  - Soit dans un cavurne (petit caveau pour urnes)
  - Soit simplement "en pleine terre".
- soit l’urne est « scellée » sur un monument. Par exemple une petite dalle ou la dalle d’un caveau existant.
- soit l’urne est « déposée » dans une case de columbarium (qui est alors familial et non communal).

L'emplacement de sépulture doit être « libéré » à la fin de la durée accordée. Ce qui signifie qu’il ne doit plus y avoir de « restes corporels » (les cendres en sont) et que le concessionnaire doit donc les faire retirer ; c'est pourquoi les cimetières interdisent  la dispersion dans une concession.
Notas.

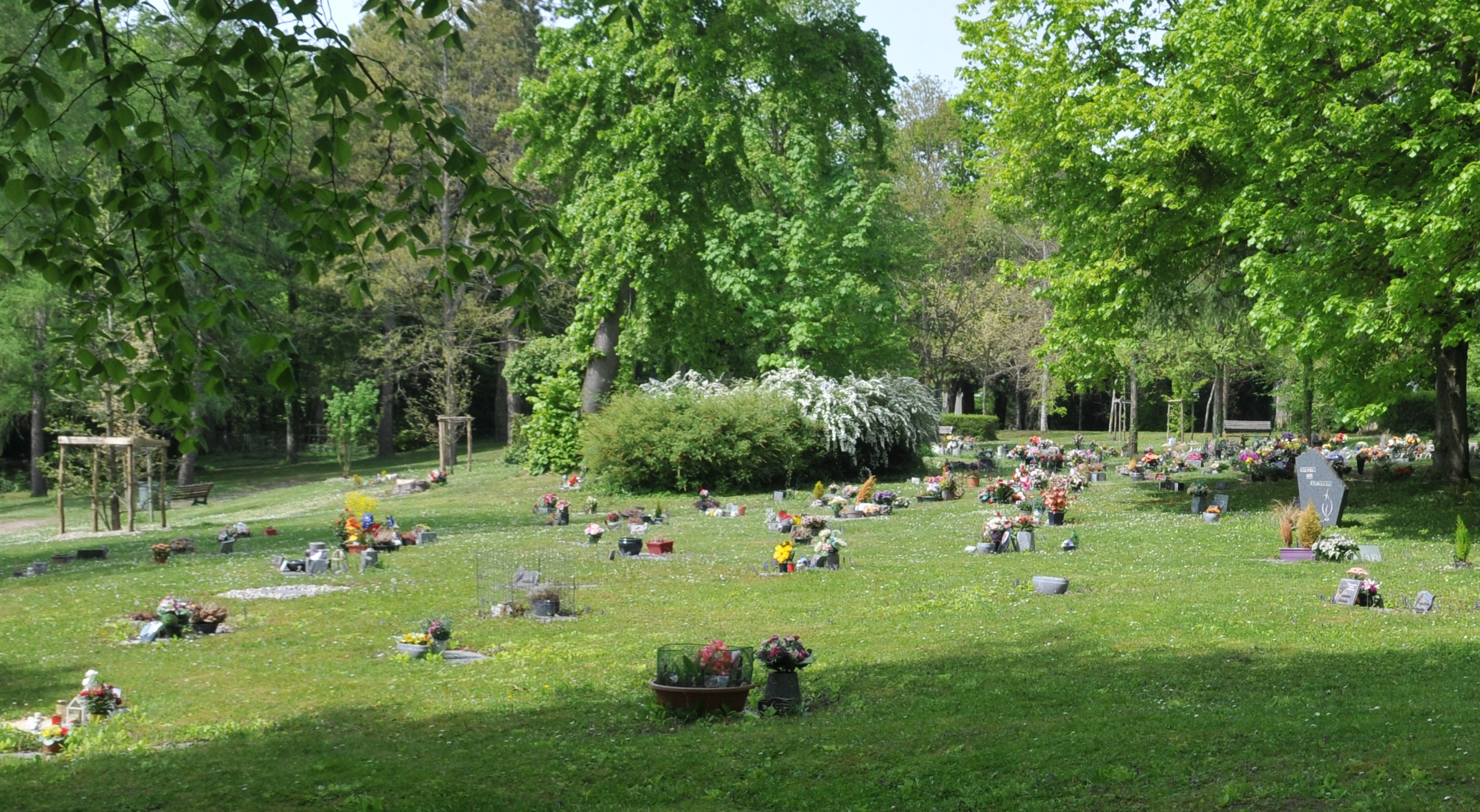
Jardin du souvenir détourné en simili tombes, cimetière de la Madeleine, Amiens 2025

À défaut d’une sépulture d’urne sur un emplacement gratuit ou payant tel que décrit ci-dessus, les cendres peuvent être « dispersées » dans un espace aménagé à cet effet (« jardin du souvenir »), non payant. Les noms des défunts sont reportés sur un dispositif adapté, souvent un registre. Les emplacements eux-mêmes ne sont pas identifiés ni marqués. Cependant le besoin de sépulture fait que ce n'est parfois pas respecté du tout (photo Jardin du souvenir à Amiens)
Le « puits à cendres », parfois présent dans les cimetières et se présentant sous forme d’un lit de galet cachant une grille qui elle-même couvre une fosse dans laquelle s’entassent les cendres des défunts, est à la limite de la légalité dans le sens où il constitue une fosse commune (qui finit par être pleine) contraire à l’article 16-1-1 du Code civil relatif au respect de la personne et proscrite depuis Napoléon 1er.

## Pratique selon les pays
La crémation est très pratiquée au Japon (99,8 % des décès) ainsi qu’à Hong Kong (86 %).
Aux États-Unis où la majorité des Américains y était très hostile il y a un siècle, la proportion est aujourd’hui de 32 % des morts qui font l'objet d'une crémation.
En France, 40 % des décès en 2020 ont donné lieu à une crémation, contre 32% en 2013 et 1% en 1993. Dans les zones urbaines denses, la proportion est de l'ordre de 50 %.
Dans plusieurs pays européens, le taux est très élevé :
- Suisse : 90 % en 2024[36] 89 % en 2013[37] (78,8 % en 2005, 30 % en 1983) ;
- Royaume-Uni : 70 % en 2010 ;
- République tchèque : 78,4 % ;
- Danemark : 73,8 % ;
- Allemagne : 69 % en 2016[38] (50,5 % en 2011[39]).

Dans les pays catholiques, elle est plus rare[réf. nécessaire] :
- Italie : 29 % en 2018[40] ;
- Espagne : 19,3 % ;
- Mais elle gagne du terrain en Belgique (51,1 % en 2012[41]) ;

Dans les pays confessionnellement partagés, elle oscille autour de 50% (Pays-Bas 51,7 %). En Norvège, ce taux est de 34 % et en Finlande de 33,7 %. Dans les villes, le taux est plus élevé que dans les campagnes (50 % à Paris, 70 % à Bruxelles, 95 % à Copenhague).

### En France
Fin 2018, les Français préfèrent la crémation à l’inhumation. Cependant en 2024, il s'avère que la crémation est plutôt en perte de vitesse, que la dispersion en jardin du souvenir également par rapport à la dispersion en pleine nature , et de même pour la dispersion elle-même par rapport au maintien en urne, donc à la sépulture.
Selon le baromètre Ipsos 2018 du Communiqué de Presse des Services Funéraires de la Ville de Paris, environ 60% des Français optent pour la crémation plutôt que l’inhumation,.
Un sondage BVA réalisé le 30 août 2018 sur un échantillon de 1001 Français révèle aussi que 59 % des sondés préfèrent la crémation à l’inhumation. Ils ne seraient plus que 51% en 2024
Depuis 1994, le taux de crémation en France est passé de 10 % à près de 43% en 2022. Les crémations devraient devenir majoritaires en 2030.
L’usage de la crémation en France est autorisé depuis la loi du 15 novembre 1887 (parue au Journal officiel le 18 novembre, le décret d’application étant publié le 27 avril 1889) sur la liberté des funérailles :

« Tout majeur ou mineur émancipé, en état de tester, peut régler les conditions de ses funérailles, notamment en ce qui concerne le caractère civil ou religieux à leur donner et le mode de sa sépulture. »

— Article 3 de la loi sur la liberté des funérailles.
L'Église catholique française ne refuse pas la crémation « à condition que celle-ci ne soit pas envisagée par opposition et provocation à la foi catholique ». Le document français officiel qui gère cette situation est la Note de Mgr Feidt du 4 juin 1986 publiée dans le Directoire canonique et pastoral pour les actes administratifs des sacrements. 

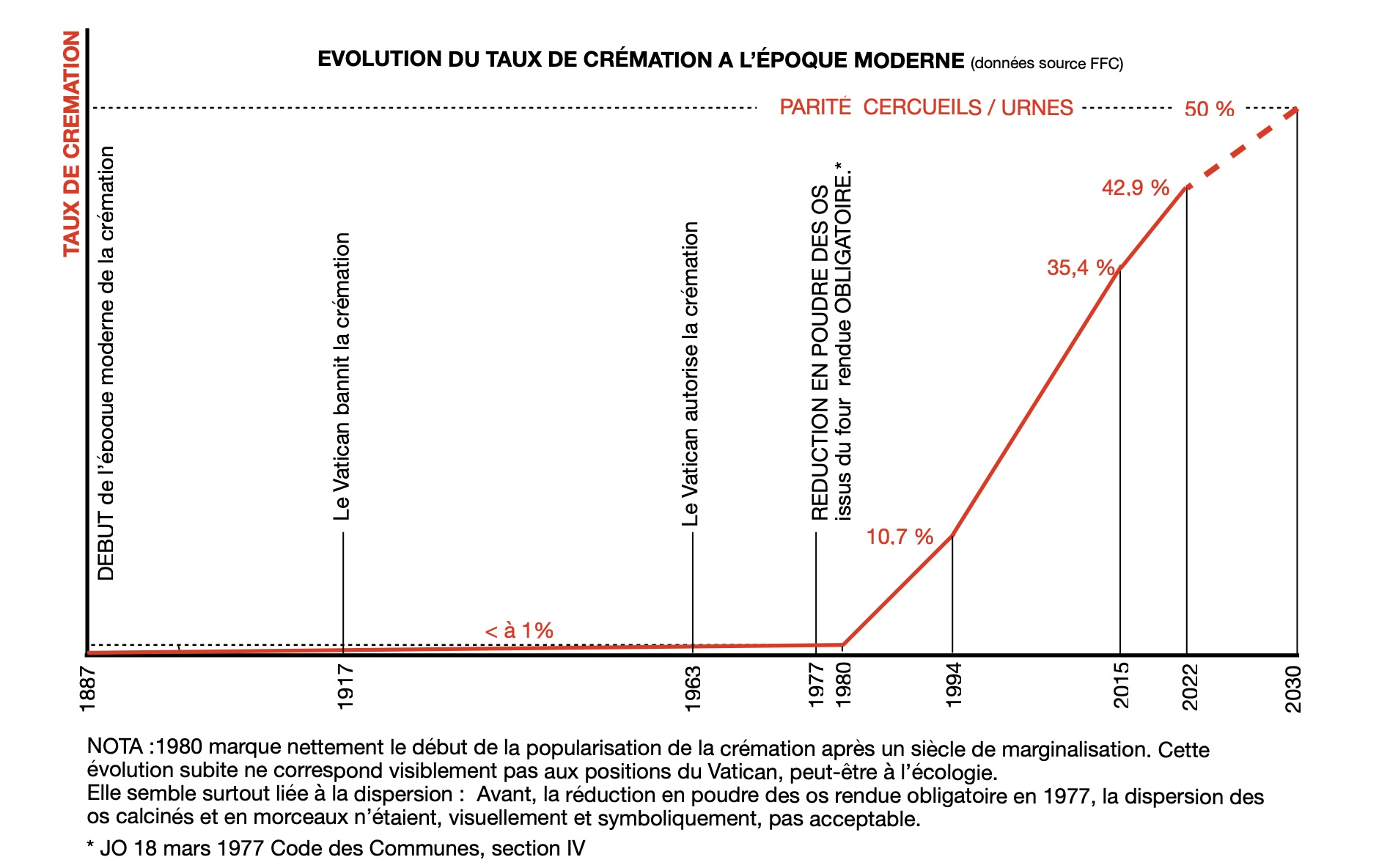

Très marginale depuis son autorisation et pendant près d'un siècle, la crémation se popularise subitement à partir de 1980 ou cette technique n’était utilisée que pour 0,9 % des obsèques. Il semble que cette évolution rapide et constante (voir graphique) ait été motivée par la facilité de dispersion elle même facilitée par l'obligation de réduire les os calcinés en poudre et leur donnant ainsi une apparence de cendres acceptable visuellement et symboliquement. Obligation reprise et inscrite au CGCTseulement en 2008 .
A partir d'août 2020, la normalisation du processus des sépultures d’urnes est légalement acquis à égalité avec celui des sépultures de cercueil : emplacements concédés ou non concédés du terrain communal en cimetière, libre choix du type de sépulture. 
Le site d'Etat service-publique.fr aux pages "inhumation(enterrement)" (https://www.service-public.fr/particuliers/vosdroits/F14935) et "crémation" (https://www.service-public.fr/particuliers/vosdroits/F1558) est une source éclairante, actualisée et sûre d'information. 
Pour les statistiques et les chiffres autour de la crémation, le mieux est de se reporter à la dernière enquête "les français et les obsèques" du Credoc (2024) : https://csnaf.fr/wp-content/uploads/2024/06/Les-Francais-et-les-obseques-2024-RAPPORT-TOTAL.pdf

## Historique
On distingue historiquement la « crémation primaire » (défunt brûlé dans une fosse creusée à même le sol naturel et qui constitue sa tombe) de la « crémation secondaire » (corps brûlé sur un bûcher à distance de la tombe, les cendres étant recueillies dans une urne qui est par la suite déposée avec le mobilier funéraire dans la tombe).

### Préhistoire et Antiquité
La plus ancienne crémation connue semble être celle, vieille de plus de 22 000 ans, de la femme de Mungo, en Australie. On a trouvé « les restes d'une jeune femme partiellement incinérée, dont les os, brisés, ont été ensuite mis en terre avec les résidus du foyer utilisé pour sa crémation »,.
« Les plus anciennes sépultures attestées avec certitude datent du Paléolithique moyen (de 275 000 à 35 000 av. J.-C.), localisées au Proche-Orient. Le traitement des morts gagne en complexité au Mésolithique (de 10 000 à 6 500 en Europe) : à côté des inhumations individuelles ou simultanées apparaissent plusieurs nouveautés : les crémations, attestées dès 9 000 av. J.-C., et les sépultures collectives ».
La crémation apparaît en Asie dès le IVe millénaire av. J.-C.
À la fin de l'âge du Bronze, la pratique de la crémation se répand particulièrement dans l'Europe centrale et une partie de l'Europe de l'Ouest, et, pendant plusieurs siècles, devient prédominante par rapport à l'inhumation,. Les restes du défunt sont généralement déposés dans une urne, avec parfois du mobilier d'accompagnement, et mis en terre dans de vastes nécropoles — d'où le nom donné à cette culture, dite des champs d'urnes.
En Inde, la première crémation connue date de 1900 av. J.-C. « La pratique hindoue de la crémation des veuves sur le bûcher funéraire de leur mari est attestée depuis le IVe siècle av. J.-C. par les témoignages des historiographes d'Alexandre le Grand »,.
Les Grecs n'auraient commencé à pratiquer la crémation que vers le XIIe siècle av. J.-C.
La crémation disparaît dans la Rome antique avec la généralisation de la pratique de l'inhumation chez les empereurs romains, qui démarre avec celle d'Antonin le Pieux[réf. nécessaire] au IIe siècle, et se diffuse ensuite dans les autres couches de la société. Selon Nock (1932), ce changement ne semble pas pouvoir être historiquement attribué à la progression du christianisme, mais pourrait être lié à la diffusion des religions à mystères.

### Moyen Âge
L'inhumation est la pratique en vigueur dans l'Occident chrétien mais le mercredi des Cendres familiarise le chrétien avec les cendres puisqu'au cours de cette cérémonie, le prêtre trace une croix sur le front des fidèles avec de la cendre habituellement fabriquée en brûlant les rameaux de buis desséchés de l'année précédente.
Il existe cependant peu de textes radicalement hostiles à la crémation, à l'exception du concile de Paderborn en 785 selon lequel « quiconque fait brûler un corps suivant la coutume païenne sera puni de mort », peine confirmée par l'article 7 du capitulaire saxon de Charlemagne, publié en 789 dans un contexte de lutte contre les Saxons qui pratiquent la crémation. Ainsi, lorsque le pape Boniface VIII fulmine une bulle interdisant de profaner les cadavres, cela concerne le fait de les dépecer ou les bouillir, mais la crémation n'est pas évoquée.
Les médecins Ambroise Paré et Thomas Bartholin admettent au XVIe siècle et XVIIe siècle la crémation comme mesure d'hygiène lors d'épidémies.

### Période moderne

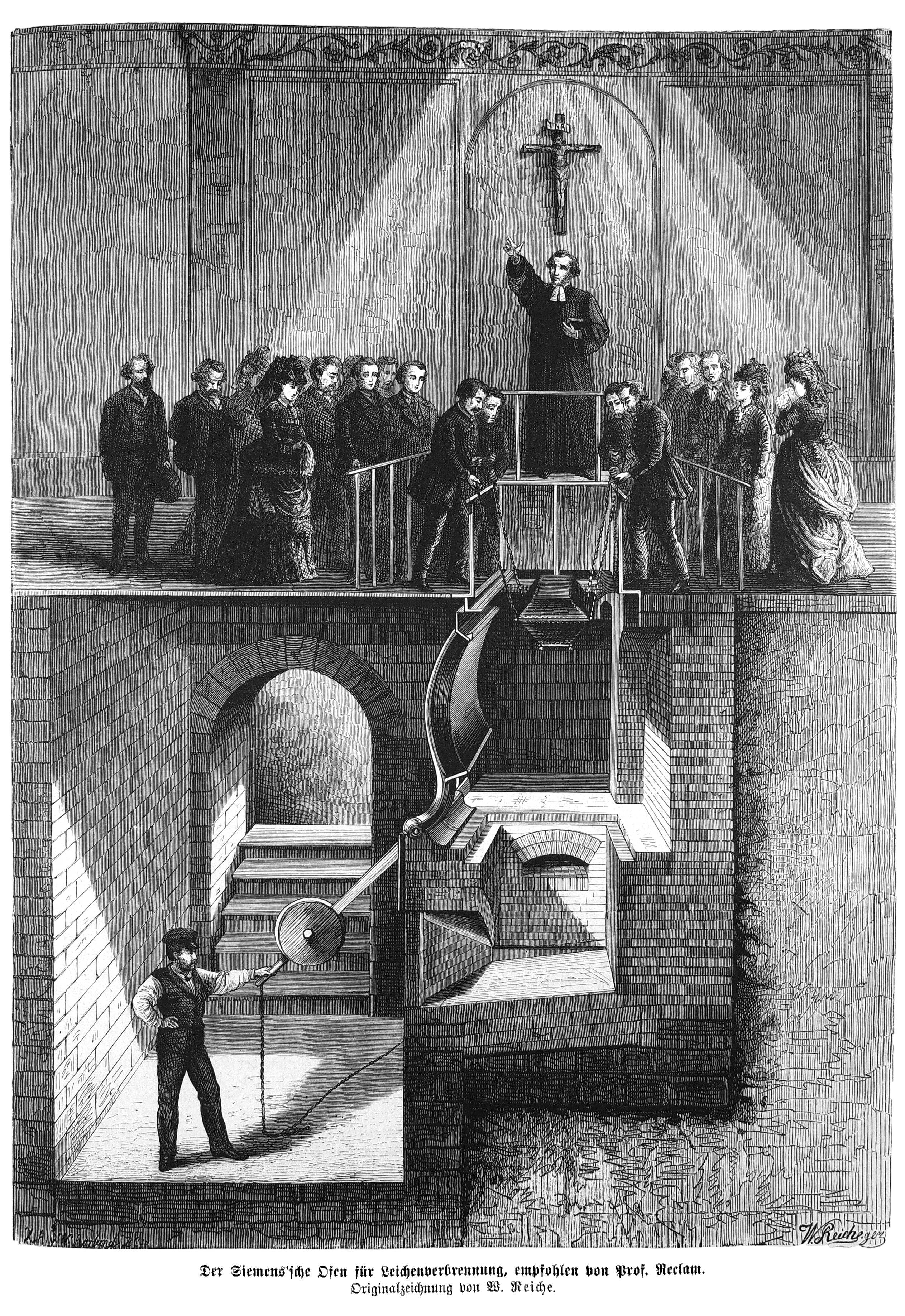
Illustration d’un four crématoire de la fin du XIXe siècle.

Sous l'Ancien Régime, les nobles se faisaient enterrer dans la chapelle de leurs châteaux et manoirs, les pauvres étant mis à la fosse commune. À la Révolution française, le principe d'égalité soutenu fait émerger l'idée de cimetières pour tous ou de la crémation, cette dernière technique funéraire étant défendue au XVIIIe siècle par la franc-maçonnerie et les protestants. L'Europe au XIXe siècle connaît de grandes épidémies mortelles de typhus et choléra. Le manque de cimetières et de salubrité incitent les municipalités, sous l'influence du mouvement hygiéniste qui donne alors ses recommandations lors de rencontres scientifiques internationales, à développer toute une réglementation au sujet de l'inhumation (cimetières urbains déplacés à la périphérie mais cimetières ruraux restant au sein du village, épaisseur minimum du cercueil, profondeur d'enterrement) ou favoriser la création de sociétés de crémation.
La première crémation moderne a lieu à Milan, dans un contexte de guerres de réunification de l'Italie avec leur lot de cadavres qui gisent sur le champ de bataille et de la crémation du maharadjah de Kolhapur Rajaram Chuttraputti sur un bûcher dressé sur une place de Florence où il est mort le 30 novembre 1870 : la réflexion avance chez les pharmaciens, médecins italiens qui favorisent la mise en place du premier four moderne destiné à la crémation, mis en service à Milan en 1876.
En France, la première crémation (un enfant de onze ans, fils d'un médecin) a lieu à Paris, le 30 janvier 1889, au crématoire du Père-Lachaise récemment inauguré, quelques mois avant que paraisse enfin le décret d'application de la loi votée deux ans plus tôt qui, historiquement, autorisait la crémation dans ce pays (Loi du 15 novembre 1887 sur la liberté des funérailles à la suite d'un amendement que fait adopter Jean-Baptiste Antoine Blatin, grand maître du Grand Orient de France). Cette évolution a été favorisée par la création le 4 novembre 1880 de « La société pour la propagation de la crémation ». Les crématoriums suivants apparaissent à Rouen en 1899, Reims en 1903, Marseille en 1907, Lyon en 1913, Strasbourg en 1922, puis seulement Cornebarrieu en 1972.
La pratique de la crémation se répand depuis la Seconde Guerre mondiale pour des raisons de coût, de multiplication de crématoriums et de sécularisation des sociétés. Parallèlement, la baisse de l'inhumation s'explique par la diffusion de la photographie qui permet de garder une trace du défunt, les conséquences de la révolution sexuelle marquées par le déclin du poids moral des églises et l'évolution du rapport au corps qui n'est plus sacralisé.

## Aspects socio-psychologiques
L’homme contemporain, plus « technicisé », mobile et à la famille plus éclatée, pourrait trouver dans la quasi élimination physique du corps mort que permet la crémation (des cendres et fragments d’os sont les seuls restes visibles) une solution psychiquement plus satisfaisante, que de vivre avec la présence durable et fixée dans un cimetière d’un proche défunt. Outre qu’il n’est plus nécessaire d’entretenir une tombe et une concession, l’urne peut être facilement transportée. Un accompagnement psychologique peut être néanmoins parfois utile, dans le cas de la crémation appliquée à un jeune enfant mort par exemple.
Des cérémonies de dispersion des cendres (dans le vent, dans la mer, et peut-être bientôt dans l’espace circumterrestre, moyennant finances) éliminent toute trace physique du mort, ce qui semble une autre manière d’en faire le deuil.
Selon un membre d’une association de crématistes, « l’appartenance à l’association est une volonté généreuse et humaniste pour garder la Terre aux vivants ».
Les services funéraires ont une utilité sociale incontestable, mais la publicité commerciale qui cible la préparation à la mort montre que des aspects commerciaux sont également en jeu. Le traditionnel croque-mort cède la place à des entreprises commerciales opérant parfois sur plusieurs régions et pays.
Certaines tribus amérindiennes ingéraient les cendres du mort dans leur nourriture. Cette pratique correspondait à un moyen de réintégrer l’esprit et les qualités du mort[réf. souhaitée].

### Disposer des cendres

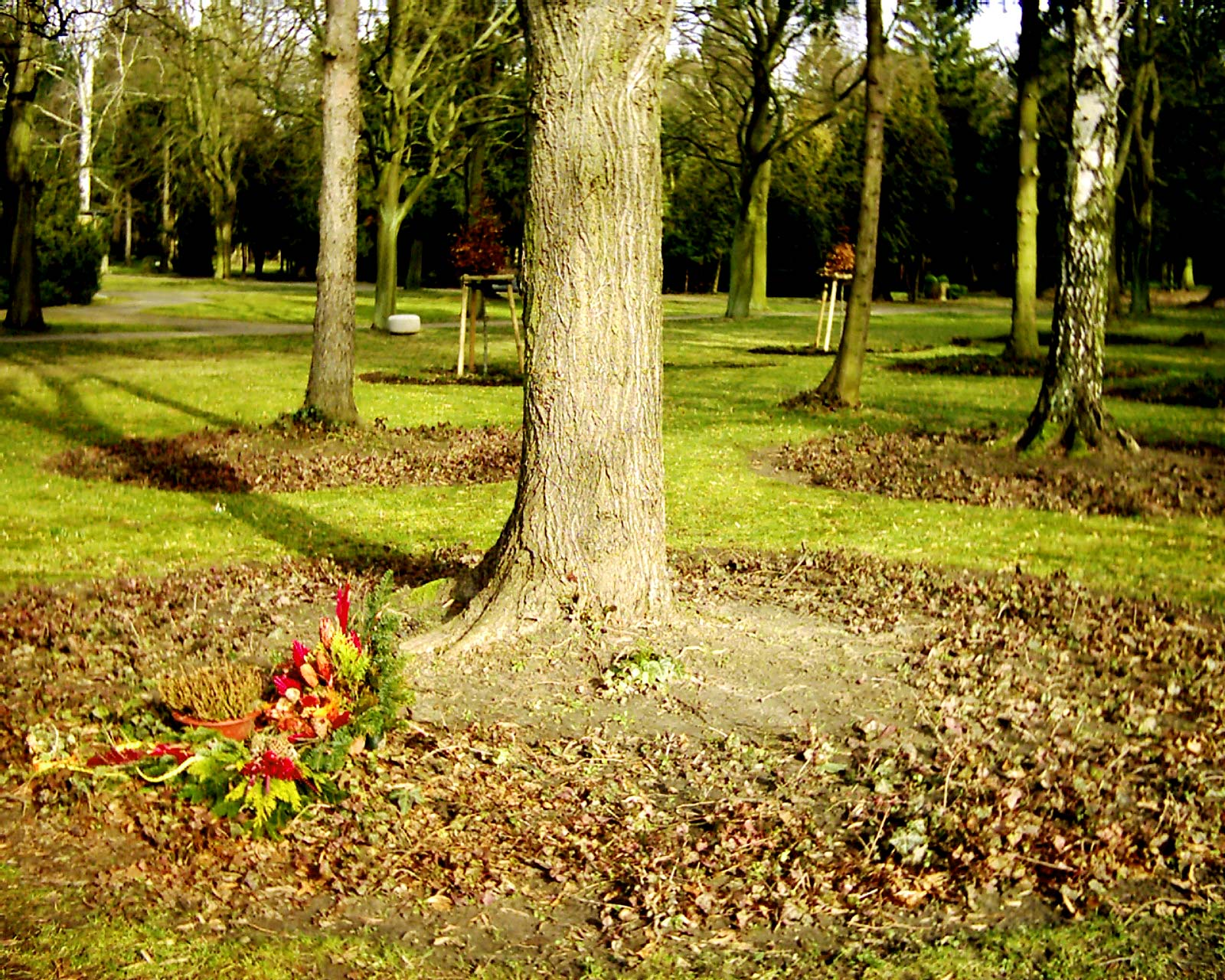
Sépulture au pied d’un arbre dans le cimetière municipal de Pankow, un quartier de Berlin.

#### Crémation d'un nourrisson
Lors de la crémation d’un nourrisson, il ne subsiste pas de cendres car le corps est composé à plus de 75 % d’eau et la calcification n’est pas complète, il n'y a donc pas de résidus. Le cercueil étant totalement brûlé pendant l'opération, la restitution de cendres n'est donc pas possible. Dans certains crématoriums, une pastille d'identification en matériau réfractaire numérotée est apposée sur le cercueil et ensuite dans l'urne funéraire. Des entreprises de pompes funèbres proposent également la vente de petits objets en matière réfractaire résistant à la crémation.

#### Lieu de recueillement
Si se rendre sur la tombe d’un défunt pour s’y recueillir semble une tradition moins répandue de nos jours, elle reste néanmoins très suivie, certaines personnes éprouvant le besoin, pour faire leur deuil, d’associer un endroit précis à la mémoire de la personne disparue. Aussi, l’absence de lieu de recueillement qu’implique la crémation quand les cendres sont dispersées est-elle parfois psychologiquement mal supportée.
Avec l’augmentation du nombre des crémations en France ces dernières années, les cimetières ont dû faire face à une forte augmentation des demandes d’accueil d’urnes cinéraires et construire de nouveaux columbariums. Depuis, de nouveaux types de sépultures, adaptés à la pratique de la crémation, ont vu le jour. Avec les dernières interprétations légales de 2019 et 2020, tous les cimetières devraient proposer des emplacements de sépulture, non concédés ou concédés, pour que les futurs défunts puissent y établir une sépulture d’urne selon leur libre choix : inhumée, scellée sur un monument ou déposée dans un columbarium familial. Outre les columbariums municipaux, les cimetières possèdent parfois des jardins du souvenir où les cendres sont dispersées. Une entreprise propose également l’enterrement des cendres dans un jardin de mémoire où l’on plante un arbre en souvenir du défunt, le cimetière devenant ici une forêt. En Allemagne, cette idée a été développée depuis 1993 et le nom de « Friedwald » (« forêt de paix ») constitue une marque déposée.

## Crémation, environnement et santé

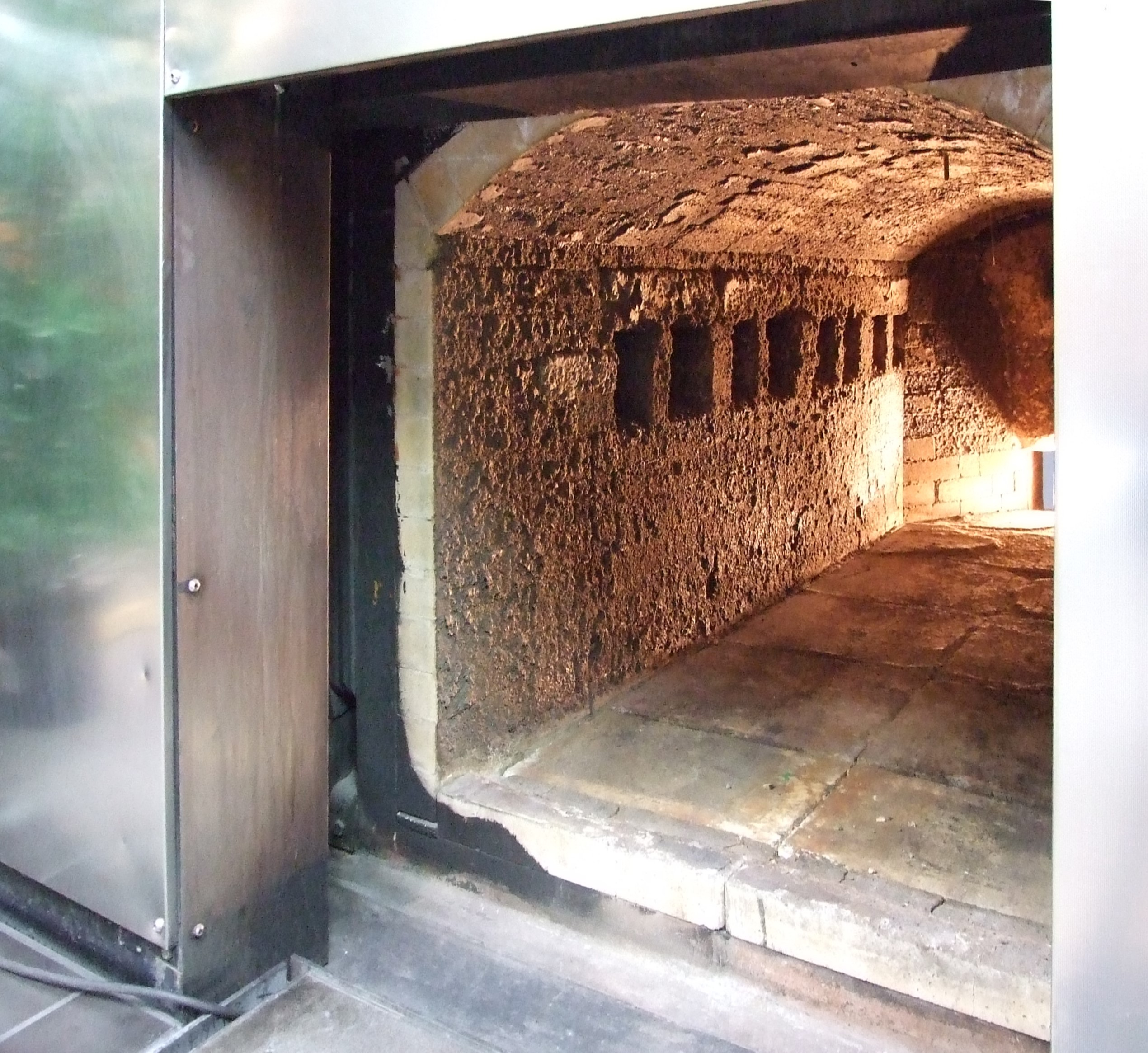
Four crématoire.

Les crématoriums ont beaucoup été présentés comme des solutions « écologiques » car permettant d’économiser de la place, et parce qu'elle pourrait limiter l'introduction éventuelle de pathogènes dans le sol ou les nappes phréatiques. Le crématisme pose cependant encore quelques problèmes importants pour l'environnement et la santé environnementale :
La question des émanations polluantes induites par la crémation n'est pas nouvelle ; ainsi au Japon, « de 1873 à 1875, la crémation est interdite par le gouvernement qui trouvait cette pratique moralement condamnable à cause du traitement irrespectueux du corps humain (brûlé par les flammes) et également nocive pour la santé publique du fait de la pollution provoquée par les émanations toxiques des crématoriums », les partisans de la crémation arguaient cependant de sa modernité et « Le problème de l’espace dans le cas de l’inhumation est pris très au sérieux par les autorités et ces différents points de vue font l’objet d’un débat public véhiculé par un nouveau média : la presse » ;
Au début du XXIe siècle, la crémation a pris un important essor mais la connaissance des effets de ses rejets sur la santé reste faible, et elle ne fait en 2014 encore l'objet que d'une préoccupation émergente.
En France, un travail universitaire a comparé des méthodes d'évaluation de ces effets sur la population générale, proposant d'« extrapoler aux populations avoisinant des crématoriums, les estimations quantitatives des risques sanitaires établies au préalable par les émanations de deux crématoriums représentatifs, l'un situé en zone urbaine, l'autre en zone rurale », avec une évaluation des risques pour les zones urbaines ou rurales selon l'activité du « crématorium émetteur », dont pour l'évaluation des cancers induits par ces rejets.
- La crémation consomme des quantités non négligeables de carburant (gaz naturel, fioul dans les pays riches et bois dans les pays pauvres, en Inde et sur les bords du Gange notamment[75],[76],[77],[78],[79]), ce qui contribue à une production de dioxyde de carbone et d’autres gaz ou particules dont les impacts n’ont pas été mesurés et le sont difficilement car on connaît mal les produits qui peuvent être contenus dans les cadavres, et parce que les certificats médicaux et certificats de décès, quand ils sont obligatoires, sont souvent incomplets[80]. Le dioxyde de carbone est un acidifiant et un gaz à effet de serre moins puissant, mais bien plus durable que le méthane issu de la décomposition naturelle des corps.
- Certains cercueils peuvent être traités avec des produits toxiques (vernis, teintures, peintures biocides, plomb…) qui peuvent à leur tour générer des composés toxiques lorsqu’ils brûlent[81].
- Des indices et mesures in situ laissent penser que l'air proche des incinérateurs et crématoriums peut poser des problèmes de santé (affections pulmonaires, cancers[71], fausses couches[82]).

Le mercure présent dans les amalgames dentaires est le métal le plus facile à vaporiser et le plus susceptible de poser des problèmes toxicologiques et écotoxicologiques autour des crématoriums,.
Une étude japonaise a porté en 1994 sur les rejets de 3 crématoriums, concluant à une estimation d'environ 9,4 kg de mercure dentaire rejeté par an (soit 26 g/jour) dans l'air ambiant. Les sédiments des Grands Lacs en Amérique du Nord contiennent du mercure principalement sous forme de monométhylmercure, particulièrement toxique et bioassimilable, dont une part significative proviendrait de la crémation (issu des plombages dentaires des personnes incinérées ; en France, un rapport présenté par le sénateur Gérard Miquel a porté sur plomb/cadmium/mercure, insistant sur le problème des plombages, mais sans évoquer le fait que via la crémation, ils pouvaient continuer à polluer longtemps après la mort. Le mercure est sublimé à relativement basse température, et les crématoriums ne sont pas équipés de filtres appropriés au mercure (très volatil) ni d’ailleurs au plomb ou à certains autres toxiques potentiellement présents dans les vapeurs (⇒ volatilisation dans l’atmosphère, pollution des pluies et de l’air, retombées au sol et concentration dans les sédiments et la chaîne alimentaire).
Début 2009, en France, sur 140 incinérateurs crémateurs, 135 n’étaient toujours pas aux normes en termes d’équipements pour filtrer le mercure issu d’amalgame dentaire (cinq à dix par personne incinérée), d’autres métaux toxiques ou les dioxines et furanes qui peuvent se former par combinaison des molécules de chlore issues des sels (chlorure de sodium, chlorure de magnésium, acide chlorhydrique de la bile naturellement contenus dans nos corps),,,.
Un certain nombre de personnes ont été exposées durant leur vie au plomb (de l’essence, des usines type Metaleurop). Elles sont souvent victimes d’un saturnisme chronique discret. Autour des sites très pollués par le plomb, il est probable que la totalité de la population résidente ait des quantités significatives de plomb stocké dans les os, en particulier les hommes qui en accumulent plus que les femmes (un rapport rédigé pour le ministère de Brice Lalonde estimait que les os d’un Français des années 1980 contiennent environ 80 fois plus de plomb que ceux des hommes préhistoriques). 80 % du plomb absorbé et stocké dans le corps l’est dans les os, et le reste essentiellement dans le foie et les reins. Lorsqu’il est chauffé à 900 °C, ce plomb passe directement dans l’air en vapeur de plomb. Les teneurs en plomb et autres métaux (les victimes les plus graves de Tchernobyl ont été enterrés dans des cercueils plombés et sous un béton spécial enrichi en plomb en raison du fait que les radionucléides bioaccumulés pourraient repartir dans l’air).
En cas de nécessité, les techniques d’analyse isotopique permettent de qualifier et tracer l’origine de certains polluants comme le plomb (ex pour faire la différence entre le plomb de chasse et celui issu des batteries ou des carburants), mais ne sont pas utilisées à ce jour[Quand ?] pour le mercure issu des plombages (il y a quelques années[Quand ?], le Français moyen, au moment de sa mort avait plus de 7 plombages dans la bouche).
Certains appareils de radiographie ou scanners peuvent être programmés pour mesurer la teneur en plomb des os. Ils peuvent être utilisés sur des morts en nécessitant un temps d’exposition plus long. Des analyses faites lors des autopsies permettraient de tracer un profil moyen de la population et d’estimer les risques liés au plomb dans les os à l’heure de la mort.
En Inde, on estime à 8,5 millions le nombre de crémations par an ce qui libérerait 8 millions de tonnes de CO2 par an. Des projets de diminution de la pollution induite par la crémation existent, avec en 2000 un projet qui visait à recherche le zéro-pollution, et économiser le combustible utilisé. Les Aghori (qui vivent traditionnellement sur les plateformes d'incinération et ont de fréquents contacts avec les cadavres) ont fait en 2012 l'objet d'études relatives aux risques sanitaires particuliers auxquels ils sont exposés.

### Solutions et alternatives à la crémation
Pour réduire le problème écologique engendré par la crémation :
- il conviendrait idéalement d’inciter les testamentaires et les familles à demander lors de l’embaumement (s'il a lieu) ou lors de la préparation des corps que l’on ôte les plombages (que les dentistes ne doivent plus mélanger aux déchets ménagers). Les crématoriums pourraient en outre être équipés de filtres adaptés, performants et entretenus, car un nombre croissant de gens meurt, l’organisme fortement chargé de médicaments, ayant des propriétés toxiques ou antibiotiques éventuellement susceptibles de poser un problème pour l’environnement et la santé humaine (soit via les fumées et vapeurs, soit via la décomposition des corps ou la contribution de résistances aux antibiotiques) ;
- les bois de cercueils ne devraient pas être traités par des vernis ou pesticides ou produits dangereux pour l’environnement. Il existe par ailleurs des cercueils écologiques réalisés à partir de papier, carton, fibres multicouche recyclés, incluant des couches résistant à l’eau et des couches de renforcement.
- les calories pourraient éventuellement être récupérées et valorisées[93].

Remarque : étant donné les tabous liés à la mort, ces questions ne sont que rarement abordées, y compris dans la législation, mais des guides ont été publiés dans certains pays.
Différents procédés alternatifs existent tels que :
- la promession, le corps est congelé dans de l’azote liquide, puis réduit en poudre et les restes sont enterrés dans des urnes biodégradables ;
- l’aquamation (ou hydrolyse alcaline), le corps est dissous dans un bain, et produit un liquide riche en éléments organiques utilisables comme fertilisant, et des résidus osseux réduits en poudre remise aux parents comme des cendres.
- l'humusation, le corps est transformé en compost à l'aide de micro-organismes.

Ces techniques ne permettent pas pour autant de traiter les résidus pollués éventuellement présents dans les corps et cercueils.

## Recherche et développement
Dans les années 2000, des fournisseurs de matériel ont proposé des bûchers de crémation ayant une consommation de bois divisée par quatre ; ce procédé réduirait les émissions de 60 % par an.

## Médecine légale
Des expérimentations ont permis d'établir des caractéristiques moyennes en termes de poids de cendre, selon le sexe et le poids des cadavres. Mais aussi lors des cas d'amputation[pas clair].

## Propriété et récupération des artéfacts contenus dans le corps du défunt
Le corps incinéré peut contenir des dents en or, des vis, des broches et prothèses en métaux précieux (platine, titane) et parfois des balles ou de la grenaille de plomb ; normalement, les radioélément ni les métaux toxiques des piles de stimulateurs cardiaques ne devraient être retrouvés dans les cendres, car le règlement des crématoriums demande aux familles de confirmer que le corps ne contient pas de pacemaker ou de radioéléments, en raison respectivement de risques d'explosion dans le crématorium et de pollution radioactive.
Dans plusieurs pays des employés de crématoriums ont récupéré et vendus les métaux qu'ils récupéraient dans les cendres, le droit ne précisant pas clairement à qui appartiennent ces matériaux (à la famille, à la commune, au crématorium ou aux employés responsables de la crémation ?) ou si après incinération la récupération de dents en or ou d'autres prothèses peut encore être considérée comme violation de sépulture ou atteinte à l'intégrité du cadavre.
En Suisse, certains crématoriums récupéreraient aussi des matériaux précieux. La ville de Fribourg confie les prothèses en titane à une entreprise qui les fait fondre pour être réutilisés.
À Soleure, c'est une machine spéciale qui récupère automatiquement les métaux précieux des cendres de son four crématoire[réf. nécessaire]. 53 000 incinérations étant pratiquées annuellement en Suisse, sachant que chaque cadavre contient en moyenne 2,2 grammes d'or (selon une étude allemande), on peut supposer que près de 2,9 millions d'euros peuvent être ainsi collectés[réf. nécessaire].
À Paris depuis 2003, les crématoriums du Père-Lachaise et celui de Champigny-sur-Marne permettent à une entreprise extérieure de récupérer et recycler les métaux précieux en échange d'une redevance. Cette somme était reversée par la commune à des associations (collectif Les Morts de la rue, Vivre son deuil et l’Association nationale crématiste qui encourage la crémation. « Depuis 2011, afin de soutenir des projets émanant d’autres organismes, l’intégralité des sommes perçues est reversé à la Fondation Services funéraires – Ville de Paris. Son objet est de financer des associations, des chercheurs, des actions qui œuvrent pour le soutien des familles en deuil, les obsèques des indigents et des personnes dépourvues de ressources suffisantes et effectuent des recherches et des études sur le deuil, les obsèques et le funéraire en général »).
Revenant sur la jurisprudence antérieure, la législation française dispose depuis 2022 que les ayants droit des défunts ne pourront pas s’opposer à la récupération par les opérateurs funéraires des métaux issus des cendres et que leur valeur devra être confiée à des organismes d’intérêt général ou pour financer la prise en charge des obsèques des personnes dépourvues de ressources suffisantes. La constitutionnalité du dispositif est contestée et doit être tranchée début 2024. Les grands opérateurs funéraires en France versent souvent les fonds générés par la revente des métaux à leurs propres fondations d’entreprise, aux comptes non publics, tout en défiscalisant ces dons de leurs contributions fiscales.
De manière généralement non autorisée, des employés récupèrent pour leur propre compte, les métaux précieux dans les cendres. Ainsi, en Corée du Sud, six personnes ont été poursuivies pour avoir pris et fondu les dents en or de défunts. L'une d'entre elles avait récupéré en or la valeur de 14 735 €. Il existait en Corée un vide juridique quant à la propriété de l'or dentaire d'un défunt, mais la police a jugé que « le prendre de manière arbitraire était hors-la-loi ». En Allemagne, une dizaine d'employés du crématorium d'Öjendorf à Hambourg auraient ainsi collecté en 8 ans plus de 31 kilos d'or, revendus 273 000 euros, que leur ancien employeur leur demande de reverser. La Cour de Hambourg a donné raison à l'un des employés poursuivi en considérant que « le corps ou toute partie de ce dernier n'appartenait à personne en particulier ». Le crématorium a dans ce cas demandé au Tribunal fédéral du travail d'Erfurt de se prononcer.